# S.A. Sørensen
 Der er flere personer med dette navn, se Søren Sørensen.
Søren Anthon Sørensen (født 31. januar 1840 i Ajstrup i Vendsyssel, død 11. februar 1896 i København) var en dansk officer og militærhistorisk forfatter.
Han var søn af lærer Christen Sørensen (1813-1877) og Dorothea Kirstine Svendsdatter (1822-1902). Oprindelig opdraget til handelsmand blev han reserveofficer 1862 og blev, efter med dygtighed at have deltaget i krigen 1864, optaget i linjen. Ved ihærdigt arbejde bødede han på sin mangelfulde uddannelse og blev efterhånden stærkt benyttet. I en årrække var han adjutant og stabschef hos generalinspektøren for Fodfolket, var medlem af mange kommissioner, blev 1892 oberstløjtnant og var ved sin død sekretær i generalkommissionen. Han har haft megen indflydelse på Fodfolkets uddannelse. Sørensen blev Ridder af Dannebrog 1864 og Dannebrogsmand 1887.
I sin knappe fritid drev han indgående kildestudier og trængte dybt ind i flere perioder af Danmarks historie, således i Den Nordiske Syvårskrig, Karl Gustav-krigene og Frederik VI's tid. Noget større værk fik han ikke tid til at udgive, men i Dansk Biografisk Leksikon og i Vort Forsvar har han skrevet en mængde værdifulde artikler; en del af de sidste blev efter hans død samlede i bogform. Fra 1891 til sin død redigerede han Meddelelser fra Krigsarkiverne, hvor han skrev Auxiliærkorpset 1813, 1. Periode, et særdeles dygtigt krigshistorisk arbejde.
Sørensen var en ualmindelig dygtig skakspiller og forfatter af skakproblemer; i sine løjtnantsdage deltog han i udgivelsen af Nordiske Skakproblemer og var medredaktør af Nordisk Skaktidende. Han er begravet på Ajstrup Kirkegård.